# Allan Riverstone McCulloch

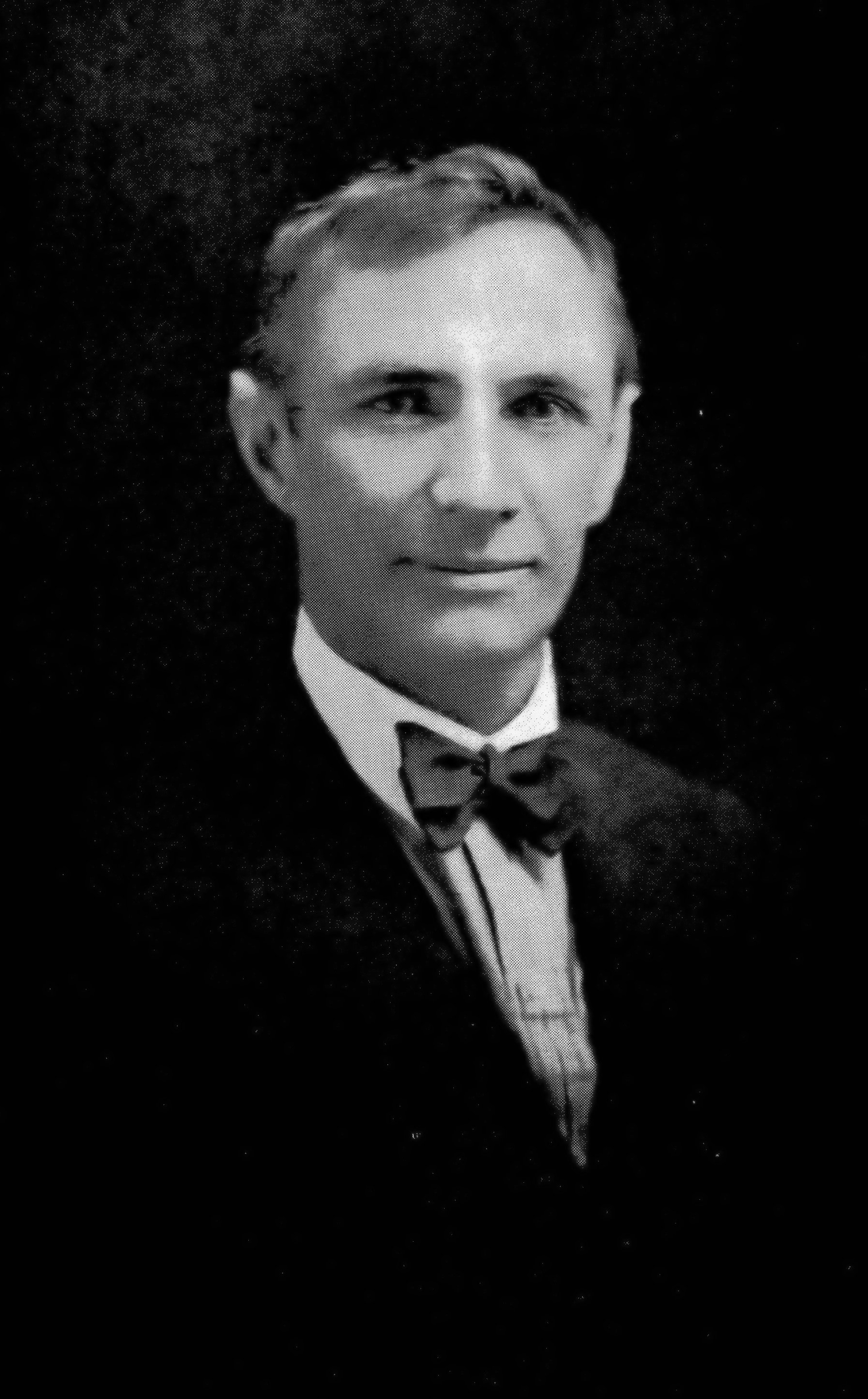
Allan Riverstone McCulloch

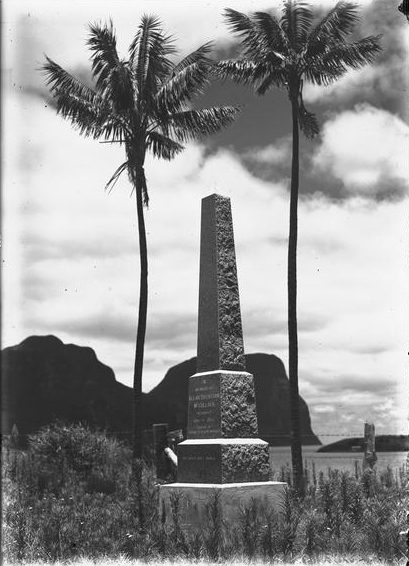
Denkmal für Allan Riverstone McCulloch auf dem Flagstaff Hill, Lord Howe Island

Allan Riverstone McCulloch (* 20. Juni 1885 in Concord, einem westlichen Vorort von Sydney; † 1. September 1925 in Honolulu) war ein australischer Zoologe und Ichthyologe.
Er ist der Sohn des Barristers Herbert Riverstone McCulloch und seiner Frau Ella Maude.
McCulloch interessierte sich von früher Kindheit an für die Zoologie und begann bereits im Alter von 13 Jahren als unbezahlte Hilfskraft im Australian Museum in Sydney zu arbeiten. Drei Jahre später wurde er technischer Assistent und fünf Jahre danach Kurator der Fischabteilung des Museums, eine Stelle, die er bis zu seinem Tode im Jahr 1925 innehatte. Er war ein besessener Sammler und publizierte eine Reihe wissenschaftlicher Arbeiten, darunter viele Erstbeschreibungen. Nach seiner ersten Veröffentlichung im Jahr 1906 verging kein Jahr ohne wichtige wissenschaftliche Publikation. Insgesamt schrieb er bis zu seinem Tod über 100 Arbeiten, viele davon mit seinen eigenen Illustrationen versehen. Er nahm an mehreren Forschungsreisen teil, die ihn nach Queensland, Lord Howe Island, Neuguinea sowie auf viele pazifische Inseln und an das Great Barrier Reef führten. Sein Hauptinteresse galt dabei den Fischen, er hatte aber von 1905 bis 1921 ebenso die Leitung der Krustazeensammlung am Australian Museum inne. Er schrieb mehrere wichtige Arbeiten über Zehnfußkrebse. 
McCullochs nahezu hektische Forschungstätigkeit scheint jedoch seine Gesundheit angegriffen zu haben. Er musste aus gesundheitlichen Gründen beurlaubt werden, starb aber wenige Monate später 1925 in Honolulu. Er hinterließ eine Sammlung, die letztlich 40.000 Arten umfasste. Viele seiner Arbeiten wurden erst nach seinem Tod veröffentlicht, darunter die Ergebnisse seiner Reise auf dem Forschungsschiff „Endeavour“, in denen er zahlreiche neue Arten beschrieb. Der amerikanische Zoologe David Starr Jordan bezeichnete ihn als „die größte Autorität für die Fische in der südlichen Hemisphäre“. Ihm zu Ehren wurde ein Gedenkstein auf Lord Howe Island errichtet.
Er war Mitglied der örtlichen Linné-Gesellschaft und der Royal Zoological Society of New South Wales.